# ジェニーはティーン☆ロボット
『ジェニーはティーン☆ロボット』（原題：My Life as a Teenage Robot）とは、フレドレター・スタジオにより製作され、ニコロデオンにより放映されているアメリカ合衆国のアニメーション番組である。監督はロブ・レンゼッティ。『ジェニーはティーン☆ロボット』では、西暦2072年の架空の町トレモートンを舞台に、ジェニー、通称XJ.9、と名付けられたロボットの女の子の活躍が描かれる。
本作の原型は、『Oh Yeah! Cartoons』でパイロット版としてロブ・レンゼッティにより制作され、2003年8月1日に放映された『My Neighbor was a Teenage Robot』である。『ジェニーはティーン☆ロボット』の第1話はこのパイロット版が元となっているが、各キャラクターのデザインや作品の雰囲気は、本編とパイロット版でやや異なっている。
2006年3月現在において、『ジェニーはティーン☆ロボット』は第3シーズンまでが放映中である。2004年12月29日からは日本語吹き替え版の放送が始まり、現在第2シーズンまでが放映されている。現時点で第4シーズン以降の制作の目処は立っておらず、インターネット上ではファンによる放映継続に向けた投票活動が行われている。

## 登場人物
ジェニー・ウェイクマン
声 - 佐々木亜紀/英 - ジャニス・カワエ
正式名称はグローバル・ロボット・レスポンス・ユニット・XJ-9。ウェイクマン博士により地球を守るために作られたロボットの少女。製造されてからの年数は5年であるが、外見や行動は16歳の少女として設計されており、ジェニー自身は普通のティーンエイジャーとしての生活に憧れている。身長は6フィート（182cm）で、黒い瞳と大きな青いツインテールが特徴。両腕と両足にはほぼあらゆる種類の武器が内蔵され、さまざまな形態の機械へと変形する。ツインテールや脚部に内蔵されたロケットにより飛行も可能。思考は頭部内のブレインユニットにより司られており、エピソードによっては夢を見る機能や感覚神経が増設されることもある。XJ-1からXJ-8までの8人の妹がいる。
ノーラ・ウェイクマン博士
声 - 斉木美帆/英 - キャンディ・ミロ
ジェニーを作り上げた高名な女性科学者。赤いサングラスと黄色いコート、頭の上で逆立った白髪が特徴。ジェニーにとっては母親同様の存在であり、いつも口うるさい小言でジェニーを悩ませている。
ブラッド・カーバンクル
声 - 松本考平/英 - チャド・ ドレック
ジェニーの家の隣に住む少年でジェニーの親友。トレモートン高校ではジェニーのクラスメイトでもある。いろんなことに興味津々で他人のUFOを勝手に操縦したことがある。
タック・カーバンクル
声 - 青山桐子/英 - オードリー・ヴァシレフスキー
ブラッドの弟でジェニーのパイロットと親友。臆病で無鉄砲な所がある。
シェルダン・リー
声 - 深津智義/英 - クイントン・フリン
身長5 1/2フィート（166cm）の機械オタクの少年。ジェニーに熱を上げているが、当の本人からはあまり好かれていない(一応友人として接してはいる)。
ブリット・クラスト
声 - えんどうさや/英 - モイラ・カーク
通称ブリット。ジェニーのクラスメイトで金持ちの娘。クラスのリーダー格。意地悪な性格で、いつもティフとつるんでジェニーを陥れようとしている。最新流行のファッションに目がなく、作中では毎回違った衣装で登場する。
ティッフ・クラスト
声 - 青山桐子/英 - クリー・サマー
通称ティフ。ブリットの従姉妹で相棒。ブリットと同様に毎回違った衣装で登場する。
ヴェクサス女王
声 - 清水千恵/英 - アーサー・キット
ロボットが人間を奴隷としてこき使っている機械の星クラスター・プライムに君臨する悪の女王。ジェニーの最大の宿敵。ジェニーをクラスター軍団の部下として加えようと目論んでいる。
ヴェガ姫
声 /英 - ソーラ・バーチ
クラスター・プライムに住むヴェクサスの娘だが、ジェニーの友人となる。特別篇『Escape from Cluster Prime』にのみ登場。友達はジェニーの友人と同名のロボットが3体いる。
スマイタス
声 - 平井啓二/英 - ?

## エピソード

### シーズン1
※日本では2004年12月29日から2005年01月04日まで「WOW！ウィンター・ホリデー・スペシャル」として第1話から第7話までが先行放送され、レギュラー放送は2005年1月8日から放送された。
| #  | サブタイトル                           | 原題                          | 日本放送日      |
| -- | -------------------------------------- | ----------------------------- | --------------- |
| 1  | ジェニーはティーンエイジャーの巻       | It Came from Next Door        | 2004年 12月29日 |
| 1  | 悪いネズミをやっつけろ！の巻           | Pest Control                  | 2004年 12月29日 |
| 2  | 遊園地は大騒ぎ！の巻                   | Raggedy Android               | 12月30日        |
| 2  | 学校が火事だぁ～！の巻                 | Class Action                  | 12月30日        |
| 3  | あたしのボーイフレンド？の巻           | Attack of the 5 1/2 Ft. Geek  | 12月31日        |
| 3  | タック砦を取り返せの巻                 | Doom with a View              | 12月31日        |
| 4  | あこがれのピアスの巻                   | Ear No Evil                   | 2005年 1月1日   |
| 4  | UFOの無免許運転の巻                    | Unlicensed Flying Object      | 2005年 1月1日   |
| 5  | パーティ大好き！の巻                   | Party Machine                 | 1月2日          |
| 5  | あれ？通じな～い？の巻                 | Speak No Evil                 | 1月2日          |
| 6  | 見えない敵の巻                         | See No Evil                   | 1月3日          |
| 6  | 泥だらけのパーティーの巻               | The Great Unwashed            | 1月3日          |
| 7  | ロボットなんて大嫌いだの巻             | Return of the Raggedy Android | 1月4日          |
| 7  | 呼ばれてばっかりの巻                   | The Boy Who Cried Robot       | 1月4日          |
| 8  | 大変！ 妹たちが押し寄せてくる～！の巻  | Sibling Tsunami               | 1月30日         |
| 8  | どうしよう、あたしドロップアウト？の巻 | I Was a Preschool Dropout     | 1月30日         |
| 9  | ジェニーどうしちゃったの？の巻         | Hostile Makeover              | 2月5日          |
| 9  | 勝利をつかめ！の巻                     | Grid Iron Glory               | 2月5日          |
| 10 | 殺しのドレスの巻                       | Dressed To Kill               | 2月6日          |
| 10 | 恋のかけひきの巻                       | Shell Game                    | 2月6日          |
| 11 | 夢見るロボットになりた～いの巻         | Daydream Believer             | 2月12日         |
| 11 | ジェニー大ピンチの巻                   | This Time With Feeling        |                 |
| 12 | ボーイフレンドはクールが一番？の巻     | Saved by the Shell            | 2月13日         |
| 12 | ジェニーロボット大会へ行くの巻         | Tradeshow Showdown            |                 |
| 13 | ウィズリーのワンダフルワールドの巻     | The Wonderful World of Wizzly | 2月19日         |
| 13 | ママ！うるさく言わないで！の巻         | Call Hating                   | 2月19日         |

### シーズン2
| #     | サブタイトル                                | 原題                                | 日本放送日      |
| ----- | ------------------------------------------- | ----------------------------------- | --------------- |
| 14    | おしゃれ戦争の巻                            | Victim of Fashion                   | 2005年 9月10日  |
| 15    | ブラッドはヒーローの巻                      | Last Action Zero                    | 9月17日         |
| 15    | 頭脳で勝負の巻                              | Mind Over Matter                    | 9月17日         |
| 16    | 未来の悲劇の巻                              | Future Shock                        | 9月24日         |
| 16    | ママの授業を阻止せよ！の巻                  | Humiliation 101                     | 9月24日         |
| 17    | ジェニーの恋人は犬？の巻                    | Love 'Em or Leash 'Em               | 10月1日         |
| 17    | ティーンチーム参上の巻                      | Teen Team Tim                       | 10月1日         |
| 18    | ジェニーと一緒にクリスマスの巻              | A Robot For All Seasons             | 2006年 12月25日 |
| 19    | パジャマパーティの巻                        | Pajama Party Prankapolooz           | 10月2日         |
| 19    | 力を合わせてジェニーを救えの巻              | aSister Sledgehammer                | 10月2日         |
| 20    | 初めてのダンスパーティーの巻                | Dancing in My Shell                 | 10月8日         |
| 20    | 世界を回って体を探せ！の巻                  | Around the World in Eighty          | 10月8日         |
| 21    | 最強ロボット・アルマゲドロイドの巻          | Armagedroid                         | 10月9日         |
| 21    | キルゴア誕生の巻                            | Killgore                            | 10月9日         |
| 22    | 僕はヒーローの巻                            | A Pain in my Sidekick               | 2007年 3月1日   |
| 22    | あこがれの一人暮らしの巻                    | Crash Pad Crash                     | 2007年 3月1日   |
| 23    | 盗まれた設計図の巻                          | Designing Women                     | 3月2日          |
| 23    | ロボットバトルの巻                          | Robot Riot                          | 3月2日          |
| 24    | 僕だってヒーローの巻                        | Bradventure                         | 3月5日          |
| 24    | ママの彼氏の巻                              | Mama Drama                          | 3月5日          |
| 25    | ジェニードールに襲われる！の巻              | Toying With Jenny                   | 3月6日          |
| 25    | ティーンエイジ・ミュータント・トラブルの巻  | Teenage Mutant Ninja Troubles       | 3月6日          |
| 26    | ティーンの女王様の巻                        | Teen Idol                           | 3月7日          |
| 26    | なつかしのシェルドンの巻                    | Good Old Sheldon                    | 3月7日          |
| 27-28 | クラスターの侵略 ~地球最後の日 その1・その2 | Escape From Cluster Prime Part 1, 2 | 2008年 1月5日   |

### シーズン3
| #  | サブタイトル                   | 原題                               | 日本放送日    |
| -- | ------------------------------ | ---------------------------------- | ------------- |
| 29 | 恋は大量破壊兵器の巻           | Weapons of Mass Distraction        | 2007年 3月8日 |
| 29 | ママのホームスクールの巻       | There's No Place Like Home School  | 2007年 3月8日 |
| 30 | 恋するブラッドの巻             | No Harmony with Melody             | 3月9日        |
| 30 | 落第なんかするもんか！の巻     | Tuckered Out                       | 3月9日        |
| 31 | 私が永久停止？の巻             | Spoonful of Mayhem                 | 3月12日       |
| 31 | キルゴアの逆襲！の巻           | Enclosure of Doom                  | 3月12日       |
| 32 | 怪盗ルビーロケットの巻         | Girl of Steal                      | 9月3日        |
| 32 | ヒーローは休業中の巻           | Mist Opportunities                 | 9月3日        |
| 33 | 悪の軍団登場の巻               | The Legion of Evil                 | 9月3日        |
| 33 | ヤキモチ大作戦の巻             | The Price of Love                  | 9月3日        |
| 34 | 女優になりたい！の巻           | Stage Fright                       | 9月4日        |
| 34 | 家族って最高！の巻             | Never Say Uncle                    | 9月4日        |
| 35 | 謎の伝染病の巻                 | Infectious Personality             | 9月4日        |
| 35 | ゴミにはご注意の巻             | Trash Talk                         | 9月4日        |
| 36 | その名は00シェルドンの巻       | Agent Double-O Sheldon             | 9月5日        |
| 36 | 無敵のタック様の巻             | Indes-Tuck-tible                   | 9月5日        |
| 37 | 人形の復讐の巻                 | Puppet Bride                       | 9月5日        |
| 37 | ウィズリーの歴史ワールドの巻   | Historionics                       | 9月5日        |
| 38 | 僕、結婚するんだ!!の巻         | Ball and Chain                     | 9月6日        |
| 38 | 働くのって大変の巻             | Labor Day                          | 9月6日        |
| 39 | 宇宙暴走族の星の巻             | Voyage to the Space Biker's Planet | 9月6日        |
| 39 | 女王蜂リターンズ！の巻         | Queen Bee                          | 9月6日        |
| 40 | 燃えろ！サムライ魂！の巻       | Samurai Vac                        | 9月7日        |
| 40 | ウェイクマン家最大の危機？の巻 | Turn Coats                         | 9月7日        |

## 主題歌
「ジェニーはティーン☆ロボット」
歌 - 藤野とも子
第9話から放送された日本語版主題歌、第22話から新録音となった。それまでは英語版主題歌を流用していた。